# أوتو كاتس
أوتو كاتس (بالألمانية: Otto Katz)‏ هو كاتب وصحفي ألماني ونمساوي، ولد في 1895 في Jistebnice ‏ في التشيك، وتوفي في 1952 في براغ في التشيك بسبب شنق.